# Lasia metallica
Lasia metallica är en tvåvingeart som beskrevs av Camillo Rondani 1863. Lasia metallica ingår i släktet Lasia och familjen kulflugor. Inga underarter finns listade i Catalogue of Life.